# Emilie de Ravin

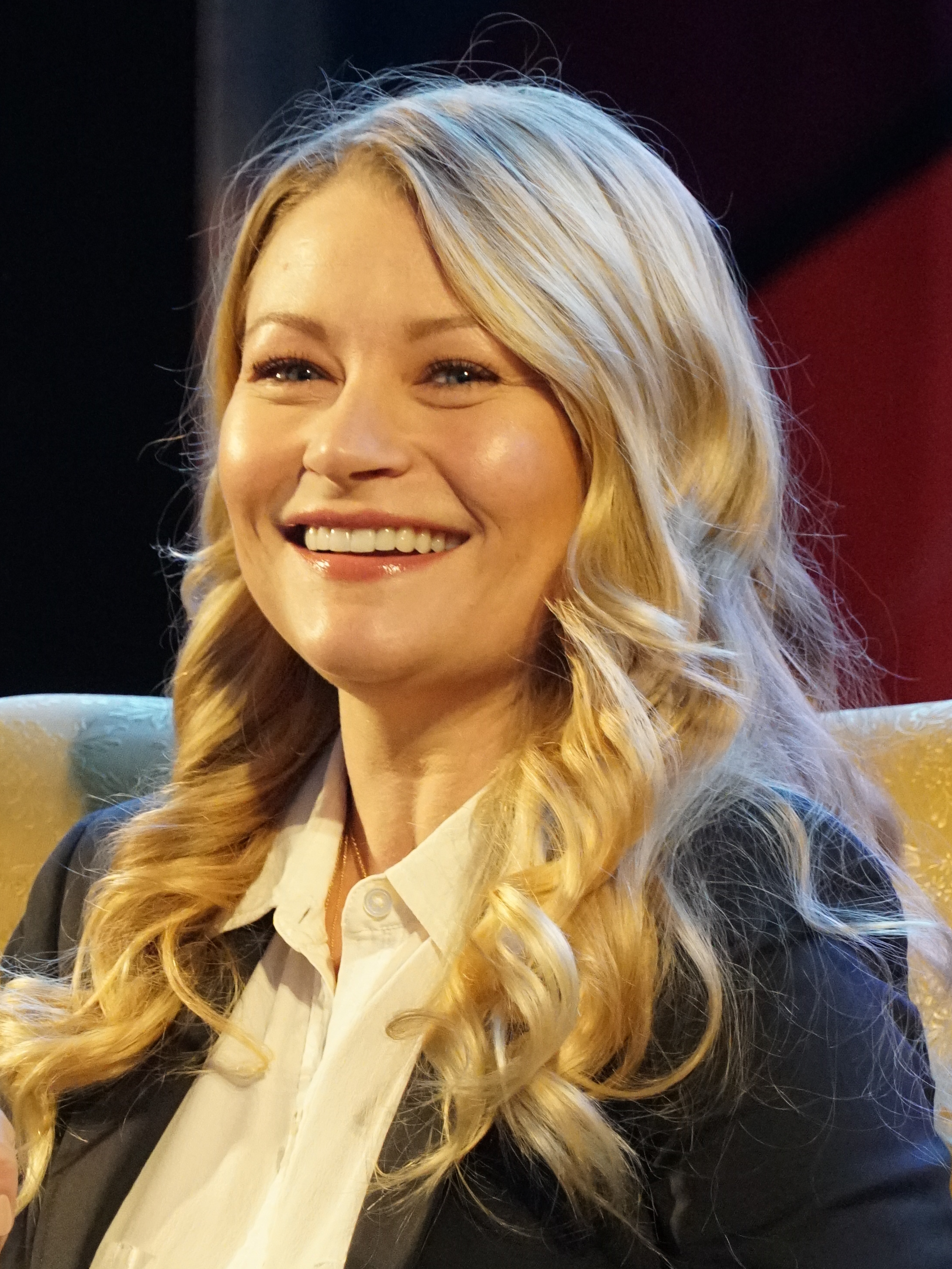
Emilie de Ravin (2022)

Emilie de Ravin (* 27. Dezember 1981 in Mount Eliza, Victoria) ist eine australische Schauspielerin, die durch ihre Rollen in verschiedenen Fernsehserien bekannt wurde.

## Leben
Seit ihrem neunten Lebensjahr erhielt de Ravin Ballettunterricht. Mit 15 wurde sie in das renommierteste Ballettinstitut in Australien aufgenommen. Sie stand sowohl für viele Produktionen der Australian Ballet Company auf der Bühne als auch für das Festival Danceworld 301.
Von 2004 bis 2010 war sie als Claire Littleton in einer der Hauptrollen der US-amerikanischen Fernsehserie Lost zu sehen. In dem Horrorfilm The Hills Have Eyes (2006) spielte sie eine Nebenrolle.
Die im Juni 2006 geschlossene Ehe mit Schauspielkollege Josh Janowicz scheiterte bereits nach sechs Monaten. Im Jahr 2009 hatte sie im Film Public Enemies einen Cameo-Auftritt an der Seite von Johnny Depp.
2010 spielte de Ravin als Ally Craig in dem Kinofilm Remember Me – Lebe den Augenblick neben Robert Pattinson und Pierce Brosnan die weibliche Hauptrolle. Seit Februar 2012 spielt sie die Nebenrolle Belle in der Märchen-Fernsehserie Once Upon a Time – Es war einmal …, die zur zweiten Staffel zu einer Hauptrolle ausgebaut wurde.
Sie ist mit Eric Bilitch verlobt und hat mit ihm zwei Töchter und einen Sohn.

## Filmografie

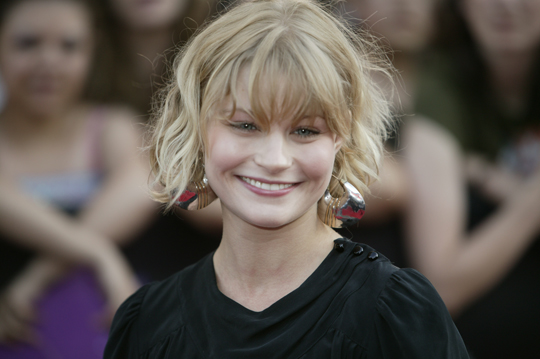
Emilie de Ravin (2007)

### Fernsehserien
- 1999–2000: Beastmaster – Herr der Wildnis (Beastmaster: The Legend Continues, 8 Folgen)
- 2000–2002: Roswell (28 Folgen)
- 2003: Navy CIS (NCIS, Folge 1.03)
- 2003–2004: The Handler (2 Folgen)
- 2004: CSI: Miami (Folge 3.05)
- 2004–2010: Lost (94 Folgen)
- 2012–2018: Once Upon a Time – Es war einmal … (Once Upon a Time, 87 Folgen)
- 2022: True Colours (2 Folgen)

### Spielfilme
- 2002: Carrie (Fernsehfilm)
- 2005: Brick
- 2005: Santa’s Slay – Blutige Weihnachten (Santa’s Slay)
- 2006: The Hills Have Eyes – Hügel der blutigen Augen (The Hills Have Eyes)
- 2008: Ball Don’t Lie
- 2008: The Perfect Game
- 2009: Nora Roberts – Im Licht des Vergessens (High Noon)
- 2009: Public Enemies
- 2010: Operation: Endgame
- 2010: Remember Me – Lebe den Augenblick (Remember Me)
- 2010: The Chameleon
- 2012: Americana (Fernsehfilm)
- 2012: Love and Other Troubles
- 2012: Air Force One Is Down (Fernsehfilm)
- 2015: The Submarine Kid
- 2019: Scorned (Fernsehfilm)
- 2025: The Reluctant Royal (Fernsehfilm)

## Auszeichnungen
| Preisverleihung                                           | Kategorie                                                | Resultat  | Datum |
| --------------------------------------------------------- | -------------------------------------------------------- | --------- | ----- |
| Gold Derby Award als Teil des Ensembles von Lost          | Ensemble of the Year                                     | Nominiert | 2006  |
| Screen Actors Guild Award als Teil des Ensembles von Lost | Outstanding Performance by an Ensemble in a Drama Series | Gewonnen  | 2006  |
| Gold Derby Award als Teil des Ensembles von Lost          | Ensemble of the Year                                     | Nominiert | 2007  |
| Goldene Nymphe für ihre Rolle in Lost                     | Outstanding Actress - Drama Series                       | Nominiert | 2007  |
| Gold Derby Award als Teil des Ensembles von Lost          | Ensemble of the Year                                     | Gewonnen  | 2008  |
| Goldene Nymphe für ihre Rolle in Lost                     | Outstanding Actress - Drama Series                       | Nominiert | 2008  |
| Gold Derby Award als Teil des Ensembles von Lost          | Ensemble of the Year                                     | Nominiert | 2010  |
| Goldene Nymphe für ihre Rolle in Lost                     | Outstanding Actress - Drama Series                       | Nominiert | 2010  |